# والتر روگوفسکی
والتر روگوفسکی (انگلیسی: Walter Rogowski؛ ۷ مهٔ ۱۸۸۱ – ۱۰ مارس ۱۹۴۷) فیزیکدان اهل آلمان بود که عمده شهرت وی به دلیل ابداع دستگاه کویل روگوفسکی بود.